# Charlotte Deborsu
Pour les articles homonymes, voir Deborsu.
Charlotte Deborsu, née le 17 mai 1997 à Namur (Wallonie), est une femme politique belge, plus jeune députée francophone en Belgique, à la suite des élections législatives fédérales belges de 2024. Elle est issue du parti politique Mouvement réformateur. Elle siège à la Chambre des représentants, où elle est membre des commissions des Relations internationales, de l'Énergie, de la Naturalisation et des Pétitions. Elle est également la plus jeune échevine de l'histoire de Namur.

## Jeunesse
Charlotte Deborsu naît le 17 mai 1997 à Namur,. Elle est la fille du journaliste Frédéric Deborsu (RTBF) et la nièce du journaliste Christophe Deborsu (RTL),. Elle est passionnée par Namur, où elle vit depuis son enfance ,. Elle participe a plusieurs reprises aux joutes nautiques de La Plante.
À 21 ans, elle occupe le poste d'échevine à Namur après avoir été élue sur la liste électorale MR,,,. Encore étudiante en  communication et sciences politiques lors de sa prise de fonction, elle termine son master avec grande distinction tout en menant son mandat d’échevine.
Avant de devenir échevine à Namur en avril 2018, Charlotte Deborsu avait participé à trois semaines de tournage sur une version BBC des Misérables (en) diffusée sur la RTBF.

## Carrière politique
À la suite des élections communales d'octobre 2018, Charlotte Deborsu est désignée échevine namuroise du cadre de vie et de la population, chargée de la propreté publique, de la prévention déchets et re-emploi, de la prévention urbaine, du bien-être animal, de l’état-civil et de la population,.
En 2019, elle lance une campagne mettant en évidence les dépôts clandestins pour dissuader ce comportement. D'autres campagnes sont menées par l'Échevine de la propreté publique: en 2021, sur le ramassage de déjection canines nommée « Cacamon: Ramassez-les tous » et parodiant les Pokémon ; ainsi qu'en 2023, sur le ramassage des mégots nommée « Mégots Wars » et parodiant l'univers de Star Wars.
En 2021, elle lance l'initiative des poubelles intelligentes à Namur, en partenariat avec Fost Plus. Le projet, nommé CLICK, permettait aux citoyens de scanner des déchets avec une application pour gagner des points échangeables contre des récompenses. Cependant, l'initiative n'a pas rencontré le succès escompté. La plupart des passants n'étaient pas au courant de l'application, et les commerçants n'ont vu que peu de clients utiliser les points collectés. En un an, bien que 11 000 clics aient été enregistrés, beaucoup provenaient de scans répétés du même déchet sans que celui-ci soit jeté.
Charlotte Deborsu est élue députée à la Chambre des représentants à la suite des élections législatives belges du 9 juin 2024, devenant ainsi la plus jeune députée francophone,,,,,,. Elle déclare après son élection quitter son mandat d'échevine et ambitionner de « dépoussiérer le Parlement ». Elle obtient 14 785 voix lors de ces élections, dépassant le Vice-Premier ministre Pierre-Yves Dermagne (14 319 voix) à la quatrième place. Elle n'est devancée à Namur que par le bourgmestre Maxime Prévot (47 359 voix de préférence) et le ministre fédéral David Clarinval (23 514 voix),. Elle prête serment le 10 juillet 2024,,.
En tant que députée, Charlotte Deborsu siège actuellement dans plusieurs commissions parlementaires. Elle fait partie des commissions des Relations internationales, de l'Énergie, de la Naturalisation et des Pétitions.

## Controverses
Une controverse émerge autour de sa sélection comme échevine en 2018 malgré les résultats électoraux montrant qu'elle avait reçu quelques dizaines de voix de plus que Bernard Guillitte, échevin sortant. Ce dernier conteste la candidature de Charlotte Deborsu au poste d’échevine l’estimant trop jeune et sans expérience. La majorité des membres de la section locale du MR décident malgré tout de laisser une chance à la jeune candidate en prévoyant de suivre le nombre de voix de préférence pour la désignation de leurs échevins . En juillet 2019, elle répond aux critiques liées à son âge et à sa famille en soulignant qu'elle a travaillé dur pour atteindre ses objectifs.
En décembre 2022, Charlotte Deborsu s'absente de ses fonctions pour des raisons de santé, notamment un burn-out. Cette situation a suscité de la compréhension, mais certains opposants ont exprimé des interrogations concernant sa capacité à gérer la pression et ses responsabilités professionnelles. Ils ont également soulevé le fait qu'elle continuait à percevoir son salaire pendant son arrêt-maladie.